# Die Spur des Adlers
Die Spur des Adlers ist der 13. Kriminalroman in einer Serie von Tony Hillerman. Unter dem Titel The First Eagle erschien er 1998 in englischer Sprache und in deutscher Sprache im Jahr 2000 im Rowohlt Taschenbuch Verlag.

## Hintergrund
Die Spur des Adlers ist ein Roman aus einer Serie von Ethno-Krimis, in deren Mittelpunkt die beiden Ermittler Joe Leaphorn und Jim Chee stehen. Kontext ist die Navajo Tribal Police (Polizei der Navajo Nation Reservation), das soziale Ambiente in der Reservation, die dort und im Umfeld vertretenen indianischen Kulturen, deren Spannungen untereinander und mit der amerikanisch-europäischen Zivilisation. Die Reservation liegt im dünn besiedelten Nordosten des US-Bundesstaats Arizona sowie im Nordwesten von New Mexico.

## Personen

### Ermittler
- Officer (Beamter) Jim Chee (Kriegername: „Der, der weit voraus denkt“[Anm. 1]), ein Angehöriger der Navajo (auch: Dinee, „Volk“). Er hatte die Absicht Hataalii[Anm. 2] zu werden, einer, der rituelle Gesänge beherrscht, die eingesetzt werden, wenn ein Mensch mit sich und seiner Umwelt nicht mehr im Einklang lebt und deshalb erkrankt. Chee ist tief in der Navajo-Kultur verwurzelt. Seit kurzem ist er kommissarischer Leiter der Polizeidienststelle in Tuba City, eine Position, die er angenommen hat, weil er meint, damit bei seiner Freundin Janet Pete zu punkten.
- Sein Ermittlungsteam besteht aus:
  - Ben Kinsman, der allen Frauen nachstellt, ständig Ärger macht, aber nicht mehr sehr lange.
  - Claire Dineyahze bedient die Funk- und Telefonzentrale und ist die Sekretärin von Chee.
  - Bernadette Manuelito („Bernie“) ist in ihren Chef verliebt, was dem eher peinlich ist, weil er noch nicht klären konnte, ob er noch verlobt ist.
- Joe Leaphorn war Lieutenant (Leutnant) der Navajo Tribal Police und ist seit einem Jahr pensioniert. Er ist ebenfalls Angehöriger der Navajo und war früher Vorgesetzter von Chee. Seine Frau Emma ist vor einiger Zeit bei einer Operation verstorben. Er ist einsam, langweilt sich zunehmend und nimmt deshalb hin und wieder private Ermittlungsaufträge an. Er wohnt in Windows Rock.
- Cowboy Dashee ist Hopi, stellvertretender Sheriff von Coconino County und mit Chee befreundet.

### Die Freundinnen
- Janet Pete ist Rechtsanwältin und hat in letzter Zeit in Washington, D.C. gearbeitet. Sie ist über ihren Vater Navajo. Sie lebt am liebsten an der Ostküste und in Großstädten. Jetzt ist sie aus Washington D.C. zurückgekehrt und arbeitet beim Federal public defender.[Anm. 3] Sie und Jim Chee wollten heiraten.
- Louisa Bourebonette ist Anthropologie-Professorin, sammelt indianische Mythen und ist mit Joe Leaphorn befreundet.

### Die anderen
- Anderson Nez wird ein Opfer der Pest und war Mitarbeiter von
- Dr. Woody, einem Arzt, Immunologe und Pest-Forscher.
- Catherine Anne Pollard ist Biologin, Mitarbeiterin einer staatlichen Gesundheitsbehörde, bekämpft die Seuche und wurde von Ben Kinsman belästigt. Ihre Tante
- Millicent Vanders, wohnt in Santa Fe, ist Milliardärin und vermisst sie.
- Richard Krause ist der Chef von Catherine Anne Pollard. Die beiden verstehen sich überhaupt nicht.
- Victor Hammer ist in Catherine Anne Pollard verliebt, wird aber nicht erhört.
- Robert Jano ist Hopi, fängt Adler und wird mit blutigen Händen über der Leiche von Ben Kinsman gestellt.
- J. D. Mickey ist ein Staatsanwalt mit politischen Karriereabsichten und gerade kommissarischer Stellvertreter des Bundesstaatsanwalts.
- Michael Perez ist Biologe und ein Kollege von Louisa Bourebonette an der Universität.
- Old Lady Notah ist eine wichtige Zeugin.
- Hosteen[Anm. 4] Sam Frank Nakai ist der Onkel mütterlicherseits von Jim Chee. Er liegt mit Lungenkrebs im Sterben. Seine Frau ist
- Blue Lady.

## Handlung

### Kontexte
Immer wieder erkranken Menschen in der Reservation an der Pest, die von Nagetieren durch Flöhe auch auf Menschen übertragen wird, die daran erkranken und auch sterben. Die Gesundheitsbehörden versuchen, infizierte Nager-Bestände zu vernichten, Forscher versuchen, an den infizierten Populationen die Erreger zu bestimmen, fürchten das Auftreten besonders virulenter Erreger-Stämme und versuchen sie zu nutzen, um Abwehrmechanismen zu entwickeln.
Für eine bestimmte religiöse Zeremonie benötigen die Hopi einen lebenden Adler. Da Adler selbstverständliche streng geschützt sind, ist es illegal, sie zu fangen.

### Der Kriminalfall
Jim Chee trifft am Tatort auf den blutverschmierten Robert Jano, der sich über die „frische“ Leiche des soeben erschlagenen Polizisten Ben Kinsman beugt. Robert Jano hat für eine religiöse Zeremonie der Hopi einen Adler gefangen, der keine Blutspuren aufweist. Die Lage scheint eindeutig. J. D. Mickey, derzeit kommissarischer Stellvertreter des Bundesstaatsanwalts, sieht eine Chance, mit dem Fall den erforderlichen Schub für seine politische Karriere zu erhalten, indem die Anklage auf Mord lauten lässt und die Todesstrafe für Robert Jano fordert. Verteidigt wird Robert Jano von Janet Pete. Zeitgleich mit dem Mord an Ben Kinsman verschwindet die Biologin Catherine Anne Pollard. Ihre beunruhigte Tante, Millicent Vanders, engagiert Joe Leaphorn, damit er nach ihr sucht. Bald schon treffen sich beide Handlungsstränge und Jim Chee und Joe Leaphorn ermitteln aus unterschiedlichen Blickwinkeln zu denselben Fakten.

### Nebenhandlungen
Die Liebesgeschichte zwischen Jim Chee und Janet Pete geht zu Ende. Bis zum Schluss überlegt Jim Chee in welchem Verhältnis er sich zu Janet Pete befindet. Als Janet Pete einen von Jim Chee hergestellten illegalen Tonbandmitschnitt eines Telefongesprächs mit einem FBI-Beamten als Druckmittel gegen das FBI einsetzt und ihn damit als Quelle preisgibt, um Beweise zugunsten ihres Mandanten zu sichern, ist Jim Chee klar, dass ihre Beziehung zu Ende gegangen ist.
Auch Joe Leaphorn ist der Status seines Verhältnisses zu Louisa Bourebonette unklar. Als sie ihm erzählt, dass sie in einer früheren Ehe sehr unglücklich war und deshalb nicht mehr heiraten möchte, ist der Punkt geklärt. Sie sind und bleiben gute Freunde und haben viel Spaß beim gemeinsamen Ermitteln.

## Ausgaben
- The First Eagle. HarperCollins, New York 1998, ISBN 0-06-017581-8 (englischsprachige Erstausgabe).
- Die Spur des Adlers. Rowohlt Verlag, Reinbek bei Hamburg 2000, ISBN 3-499-43364-8 (einzige deutschsprachige Ausgabe).